# Cancan
Cancan – muzyczna forma taneczna oparta na tańcu o nazwie kankan.
Zwykle w formie pieśni trzyczęściowej. Metrum parzyste 2/4. Tempo bardzo szybkie. Silne akcentowanie. 

Zwykle jako część operetki, występuje też jako samodzielny utwór.